# Île Alpha (Bermudes)
Pour les articles homonymes, voir Île Alpha (homonymie).
L'île Alpha est une île des Bermudes. 
Située dans la Grande Baie, à une centaine de mètres au sud-ouest de l'île Hawkins, elle relève administrativement de la paroisse de Warwick.